# Bahamas aux Jeux olympiques d'été de 2020
Les Bahamas participent aux Jeux olympiques de 2020 à Tokyo au Japon. Il s'agit de sa 17e participation à des Jeux d'été.

## Médaillés
| Sport      | Discipline     | Athlète(s)          | Performance | Date   |
| ---------- | -------------- | ------------------- | ----------- | ------ |
| Athlétisme | 400 m masculin | Steven Gardiner     | 43 s 85     | 5 août |
| Athlétisme | 400 m féminin  | Shaunae Miller-Uibo | 48 s 36     | 6 août |

## Athlètes engagés
| Sport      | Hommes | Femmes | Total |
| ---------- | ------ | ------ | ----- |
| Athlétisme | 5      | 9      | 14    |
| Natation   | 1      | 1      | 2     |
| Total      | 6      | 10     | 16    |

## Résultats

### Athlétisme
Plusieurs athlètes ont atteint les minima qualificatifs.
La délégation du sprint peut s'appuyer sur Shaunae Miller-Uibo qui avait obtenu la médaille d'or aux derniers jeux olympiques sur 400m, sur Steven Gardiner, dernier champion du monde sur 400m ou sur Tynia Gaither qui avait atteint la finale mondiale en 2019 sur 200m, 
L'équipe féminine du relais 4 × 400m a été sélectionnée pour ses bonnes performances dans le classement mondial.
Pour le saut en hauteur, Donald Thomas participe pour la quatrième fois aux jeux olympiques, lui qui fut champion du monde de la spécialité en 2017.
| Athlète                                                         | Épreuve           | Séries  | Séries  | Demi-finales | Demi-finales | Finale    | Finale                         |
| Athlète                                                         | Épreuve           | Temps   | Rang    | Temps        | Rang         | Temps     | Rang                           |
| --------------------------------------------------------------- | ----------------- | ------- | ------- | ------------ | ------------ | --------- | ------------------------------ |
| Samson Colebrooke                                               | 100 m masculin    | 10 s 33 | 7e      | Éliminé      | Éliminé      | Éliminé   | Éliminé                        |
| Steven Gardiner                                                 | 400 m masculin    | 45 s 5  | 1er     | 44 s 14      | 1er          | 43 s 85   | Médaille d'or, Jeux olympiques |
| Alonzo Russell                                                  | 400 m masculin    | 45 s 51 | 5e      | 46 s 4       | 7e           | Éliminé   | Éliminé                        |
| Tynia Gaither                                                   | 100 m féminin     | 11 s 34 | 3e      | 11 s 31      | 6e           | Éliminée  | Éliminée                       |
| Anthonique Strachan                                             | 200 m féminin     | 22 s 76 | 1re     | 22 s 56      | 3e           | Éliminée  | Éliminée                       |
| Shaunae Miller-Uibo                                             | 200 m féminin     | 22 s 40 | 2e      | 22 s 14      | 2e           | 24 s 0    | 8e                             |
| Shaunae Miller-Uibo                                             | 400 m féminin     | 50 s 50 | 1re     | 49 s 60      | 1re          | 48 s 36   | Médaille d'or, Jeux olympiques |
| Devynne Charlton                                                | 100 m haies       | 12 s 84 | 4e      | 12 s 66      | 2e           | 12 s 74   | 6e                             |
| Pedrya Seymour                                                  | 100 m haies       | 13 s 4  | 4e      | 13 s 9       | 8e           | Éliminée  | Éliminée                       |
| Doneisha Anderson Brianne Bethel Megan Moss Anthonique Strachan | 4 × 400 m féminin | Abandon | Abandon | Non disputé  | Non disputé  | Éliminées | Éliminées                      |

| Athlète       | Épreuve                  | Qualifications | Qualifications | Finale      | Finale  |
| Athlète       | Épreuve                  | Performance    | Rang           | Performance | Rang    |
| ------------- | ------------------------ | -------------- | -------------- | ----------- | ------- |
| Jamal Wilson  | Saut en hauteur masculin | 2,17 m         | 32e            | Éliminé     | Éliminé |
| Donald Thomas | Saut en hauteur masculin | 2,21 m         | 25e            | Éliminé     | Éliminé |

### Natation
La nageuse Joanna Evans obtient sa qualification en atteignant les minima de 4min07.90s lors d'un meeting à Austin en mai 2021. La délagation compte également Izaak Bastian a été sélectionné par le comité national ayant atteint un minimum de qualification FINA B. 
| Athlète       | Épreuve                  | Séries        | Séries | Demi-finales | Demi-finales | Finale   | Finale   |
| Athlète       | Épreuve                  | Temps         | Rang   | Temps        | Rang         | Temps    | Rang     |
| ------------- | ------------------------ | ------------- | ------ | ------------ | ------------ | -------- | -------- |
| Izaak Bastian | 100 m brasse masculin    | 1 min 1 s 87  | 40e    | Éliminé      | Éliminé      | Éliminé  | Éliminé  |
| Izaak Bastian | 200 m brasse masculin    | 2 min 17 s 40 | 36e    | Éliminé      | Éliminé      | Éliminé  | Éliminé  |
| Joanna Evans  | 200 m nage libre féminin | 1 min 58 s 40 | 18e    | Éliminée     | Éliminée     | Éliminée | Éliminée |
| Joanna Evans  | 400 m nage libre féminin | 4 min 7 s 50  | 13e    | Éliminée     | Éliminée     | Éliminée | Éliminée |